# 特氏擬無齒脂鯉
特氏擬無齒脂鯉（学名：Pseudocurimata troschelii），為輻鰭魚綱脂鯉目脂鯉亞目無齒脂鯉科的其中一個種，分布於南美洲秘魯北部Zarumilla與Tumbes河流域，體長可達15.5公分，棲息在底層水域，以生活習性不明。